# بانامسان
بانامسان (به لاتین: Banamsan) یک کوه در کره جنوبی است که در کره جنوبی واقع شده‌است. بانامسان ۸۳۲ متر بالاتر از سطح دریا واقع شده‌است.